# Gerhard Fritsch
Gerhard Fritsch (* 28. März 1924 in Wien; † 22. März 1969 ebenda) war ein österreichischer Schriftsteller und Bibliothekar. Er ist der Autor von Moos auf den Steinen und Fasching, zwei „sehr relevante[n] Romane[n] der österreichischen Nachkriegsliteratur“, für deren Wiederauflagen sich Robert Menasse eingesetzt hat.

## Leben
Gerhard Fritsch wurde als Sohn des Mittelschullehrers Otto Fritsch (1886–1965) und dessen Gattin Hermine, geb. Teller (1902–1987), geboren. Beide stammten aus Nordböhmen, aus Karlsbad bzw. Oberleutensdorf. Seine Urgroßeltern mütterlicherseits unterhielten in Karlsbad das Café Freundschaftssaal und eine Likörerzeugung, die später von Jan Becher übernommen wurde. Bis Mitte der 1920er Jahre betrieben sie ein Feinkostgeschäft in der Hyberner Gasse in Prag. Es heißt heute Hybernska und liegt nahe dem Café Arco.
Im Jahr 1942 bestand er in Wien am GRG 12 Rosasgasse seine Matura und hatte anschließend den verpflichtenden Arbeitsdienst (Saarland) zu leisten. Danach wurde er zur Luftwaffe einberufen und hatte als Funker einer Transportfliegergruppe in Norwegen, Finnland und an der Ostfront zu dienen.
Im Jahr 1945 geriet er nordwestlich von Prag kurz in Kriegsgefangenschaft. Nach Monaten auf einem Bauernhof im Eichsfeld in Deutschland kehrte er im Herbst 1945 mit seiner ersten Ehefrau nach Wien zurück und lebte bis zum Beginn seiner Studien 1946 in Gföhl im Waldviertel, das damals zur sowjetischen Besatzungszone gehörte, und dann im sogenannten Porzellaneum, einem bis heute bestehenden Studentenheim an der Porzellangasse in Wien-Alsergrund (US-amerikanischer Sektor).
Fritsch studierte Geschichte und Germanistik und schrieb 1949 an der Universität Wien seine Dissertation (siehe Werke), trat aber zum Rigorosum nicht an.
Im Jahr 1949 war er beteiligt an der Gründung der Zeitschrift Lynkeus Heft 4 und 5/6. In den Jahren 1949/50 arbeitete er als Redakteur des Abend (Globus-Verlag) und als Lektor des Zwei-Berge-Verlags; er wurde auch Mitglied des Arbeitskreises der Neue-Wege-Redaktion. Ab 1951 zählte er zu den Mitarbeitern der gegründeten publikationen.
Im Jahr 1951 wurde Fritsch Mitarbeiter der Wiener Städtischen Büchereien und arbeitete dort, bis er 1959 den Entschluss fasste, freier Schriftsteller zu werden.
Ab dem Jahr 1954 wurde er wissenschaftlicher Referent, Leiter der Bibliothekarausbildung und Mitbegründer der Wiener Bücherbriefe (1955). In diesem Lebensabschnitt Fritschs entstanden sein bekannter Roman Moos auf den Steinen und alle seine Gedichtbände, die er in Zeitschriften und Anthologien veröffentlichte. In dem Zeitraum von 1954 bis 1959 wurden viele Preise an ihn verliehen – als ein Autor der Avantgarde erhielt er den Förderungspreis der Stadt Wien. 1957 war er als Außenlektor des Otto Müller Verlags tätig.
Im Jahr 1959 machte ihn die Tätigkeit als freier Schriftsteller zwar frei von beruflichen Verpflichtungen, er musste jedoch Lektorats- und Redaktionstätigkeiten ausführen, weil er sonst nicht finanziell abgesichert gewesen wäre. Seine Nebenarbeiten waren beispielsweise Rundfunksendungen, Rezensionen, Beiträge für Zeitschriften und Zeitungen. Ab Beginn seiner freiberuflichen Tätigkeit war er als Redakteur für die Literaturzeitschrift Wort in der Zeit verantwortlich (1960) und ermöglichte somit die Öffnung der Zeitschrift gegenüber der Avantgarde. 1961 bis 1964 war er als Lektor bei Stiasny tätig, wodurch er an Einfluss auf das Verlagswesen Österreichs gewann. Nach der Veröffentlichung des Februarhefts 1964, welches den Schwerpunkt auf die experimentelle Literatur legte, wurde er angeblich ohne Zusammenhang mit diesem Heft entlassen. In demselben Heft veröffentlichte er das Gedicht „Bilanz“, das der gesichtslosen, mythisierenden Schreibweise der bisher veröffentlichten Werke einen Schlussstrich setzen soll.
Im Jahr 1966 erschien das erste Mal die Literaturzeitschrift Literatur und Kritik, die als Nachfolgerin von Wort in der Zeit angesehen werden kann, in der Fritsch als Herausgeber wirkte.
Fritsch war dreimal verheiratet und Vater von vier Kindern.
Am 22. März 1969 wurde Fritsch erhängt und in Frauenkleidern aufgefunden. Vermutet wird, dass es sich dabei nicht um einen Selbstmord gehandelt hat, sondern um einen Unfall bei einem autoerotischen Würgeritual, das Fritsch offenbar wiederholt praktiziert hatte. Er wurde in Wien auf dem Hietzinger Friedhof in einem ehrenhalber gewidmeten Grab (Gruppe 57, Nummer 110) bestattet.

## Werk
Nach ersten Schreibversuchen in Vers und Prosa seit Anfang der 1940er Jahre, kam er um die Jahreswende 1947/48 in Berührung mit den Gleichaltrigen des Studios der Hochschulen, die sich gleichfalls mit Dichten und Trachten beschäftigten (Michael Kehlmann, Helmut Qualtinger, Franz Hiesel), mehr noch mit den in Wien sich neu formierenden PEN-Club, der eine eigene Jugendabteilung gründete, die in der Zeitschrift PLAN ein kurzlebiges Forum fand. Mit dessen Verstummen gründete der aus Palästina nach Wien zurückgekehrte Dichter Hermann Hakel die Zeitschrift Lynkeus, in der Ingeborg Bachmann debütierte und Fritsch Redakteur geworden ist. Fortan veröffentlichte er regelmäßig Gedichte in Zeitschriften und Anthologien (Tagebuch, Das tägliche Bemühen), kurze Prosa in Zeitungen (Der Abend), ehe 1951 seine erste selbständige Buchpublikation Zwischen Kirkenes und Bari erschienen ist, Gedichte und Kurzprosa mit Illustrationen von Fritz Fischer, in der Reihe Junge österreichische Autoren (insgesamt 12 Bände mit Titeln von Ilse Aichinger, Marlen Haushofer, Milo Dor, Reinhard Federmann u. a.). Deren Herausgeber Hans Weigel gab 1952 beginnend das Jahrbuch 'Stimmen der Gegenwart' heraus, in dem diese Generation auch mit Künstlern als Illustratoren vertreten war; 1956 ist der letzte Band erschienen. 1954 lernte er Thomas Bernhard kennen. Bis zu dessen Durchbruch Mitte der 1960er Jahre bestand eine Verbindung gegenseitiger Anerkennung. Seinen Briefen an Fritsch, die in der Wienbibliothek im Rathaus aufbewahrt werden, wo sich der gesamte schriftstellerische Nachlass von Fritsch befindet, kann man die Bedeutung entnehmen, die der sieben Jahre ältere Mann für Bernhard gehabt haben muss.
„Am Anfang begegnete Bernhard seinem Mentor“, wie Thomas Miessgang schrieb, „mit größter Hochachtung und bat immer wieder ziemlich unverblümt um Geld. Als in den sechziger Jahren sein Ruhm wuchs, während die Wertschätzung für Gerhard Fritsch stagnierte, wurde der Tonfall deutlich derber.“
1952 erschien Fritsch' literarischer Erstling, der Gedichtband Zwischen Kirkenes und Bari, es folgten der Gedichtband Lehm und Gestalt (1954) sowie das längere Gedicht Dieses Dunkel heißt Nacht (1955). Trotz ihres Erscheinens in relativ großem zeitlichen Abstand zum Kriegsende sind diese Werke, in denen der Autor Kriegsdienst und Nachkriegserlebnisse aufarbeitet, thematisch der Gattung Heimkehrerliteratur zuzurechnen. Der 1956 im Otto-Müller-Verlag erschienene Roman Moos auf den Steinen wurde 1968 von Georg Lhotsky mit Erika Pluhar verfilmt. 1958 erschien der Gedichtband Der Geisterkrug, in dem Fritsch erneut – wenn auch verschlüsselter als in den Erstlingen – das Kriegserlebnis, das ihn schwer zu belasten schien, literarisch aufzuarbeiten versuchte.
Ab 1959, als er freier Schriftsteller wurde, entfaltete Fritsch eine rastlose Tätigkeit als Redakteur (Zeitschriften Wort in der Zeit, Literatur und Kritik), Außenlektor für Verlage (Otto Müller, Salzburg; Stiasny, Graz; Jugend und Volk, Wien), Volksbildner in Filmen und Vorträgen, Herausgeber und Gründer, meist gemeinsam mit Otto Breicha: Finale und Auftakt (1964), eine Anthologie, die sich erstmals den Kunstübungen des Wien um 1900 angenommen hat, später noch umfangreicher und reichhaltiger die Anthologie Aufforderung zum Misstrauen (einen Titel von Aichinger variierend) im neu gegründeten Residenz-Verlag, dem Paul Kruntorad, der Partner Fritsch' bei Literatur und Kritik, seit 1965 als Berater gedient hat (die Dichterin Gundl Nagl, verehelichte Hradil, war vor ihrer Tätigkeit im Residenzverlag in der Redaktion von Wort in der Zeit in Wien tätig gewesen). Dieselbe Adresse (Palais Wilczek) hatte und hat bis heute die 1961 gegründete Österreichische Gesellschaft für Literatur, die sich der Einladung osteuropäischer Dichter nach Wien und der Betreuung emigrierter Autoren angenommen hatte. Im Zuge dieser Bemühungen kam z. B. Elias Canetti regelmäßig nach Wien.
Der Roman Fasching, den Fritsch schließlich 1967 bei Rowohlt veröffentlichen konnte, trägt ein Motto von Elias Canetti, der von dem Tod des erst 45-jährigen Dichters erschüttert war, wie seinen Briefen zu entnehmen ist. In jüngerer Zeit, zumal Fasching wie auch die postum veröffentlichte Katzenmusik (zuerst 1979), als Suhrkamp-Taschenbücher lieferbar sind (ein Umstand, der dem Einsatz von Robert Menasse zu danken ist), klärt sich der Blick auf die besondere Leistung dieses kurzen Schriftstellerlebens.
Fritsch war aus Gründen finanzieller Lage verpflichtet, neben der Tätigkeit als freier Schriftsteller auch anderen Aktivitäten nachzugehen. Somit scheinen der Hörspielzyklus „Die Reise nach Österreich“ (1960/61), den Fritsch mit Franz Hiebel verfasste, sein Sachbuch „Pascha und Pest“ (1962) und das Band „Feldherr wider Willen“ (1966) eher als Veröffentlichungen der Brotarbeit.
Fritsch zählte zu den ältesten Freunden und frühesten Förderern von Thomas Bernhard. Im Jahre 1960/61 bat der Otto Müller Verlag betreffend einer eventuellen Publikation von Bernhards Gedichtband Frost (nicht zu verwechseln mit dem gleichnamigen Roman) um ein Gutachten von Fritsch. In seinem Gutachten nennt Fritsch Bernhard „einen Besessenen seines persönlichen Weltzorns und Weltleides“, seine Gedichte nennt er „Große und wilde Gesänge“, die „neben schwärzester Verzweiflung“ stehen: „Lästerungen aus halber und ganzer Seele treffen immer wieder die innere und äußere Landschaft, an die er gekettet ist: den dämonisierten Flachgau“. Der Frost-Zyklus bestätigt Fritsch die von ihm „immer wieder aufgestellte Behauptung von Bernhards ans Genialische grenzender Begabung“, von der das „Chaotische und bewußt Disziplinlose, auch der Manierismus seiner selbst“ und zugleich die Suggestionskraft „seiner ununterbrochenen Melodie nicht zu trennen seien.“ Eine Publikation von Frost im Otto Müller Verlag unterblieb dennoch. Einige Gedichte aus diesem Zyklus erschienen 1963 in einer von Gerhard Fritsch herausgegebenen Anthologie.
Als Jury-Mitglied war Fritsch auch an der Vergabe des Anton-Wildgans-Preises im Jahre 1968 an Bernhard beteiligt. Nach dem Eklat bei der Verleihung des Österreichischen Staatspreises wenige Tage vorher war die Preisübergabe von der österreichischen Industriellenvereinigung abgesagt worden; Bernhard bekam das Preisgeld zugesandt. Das folgende Geschehen schildert Bernhard in seinem Buch Meine Preise: „Kurz darauf war ich mit Gerhard Fritsch, der Jurymitglied und bis dahin mein Freund gewesen war, im Café Museum ausgerechnet an jenem Tisch zusammengekommen, an welchem Robert Musil zu sitzen pflegte und hatte ihn gefragt, ob er denn jetzt, nach dieser Schweinerei der Industriellenvereinigung, gegen deren Handlungsweise protestieren und aus der Jury austreten und seinen Sitz zurücklegen werde. Aber Fritsch hatte weder die Absicht, zu protestieren, noch aus der Jury auszutreten. Er habe drei Frauen und eine Menge Kinder mit diesen Frauen zu versorgen und könne sich weder einen solchen für mich selbstverständlichen Protest, noch einen solchen für mich genauso selbstverständlichen Austritt aus der Wildgans-Preis-Jury leisten. Er als vielfacher Kindesvater und Versorger dreier immens ins Geld gehender Frauen bejammerte mich und bat mich, auf ihn Rücksicht zu nehmen in einem Tone, der abstoßend gewesen war. Der arme Mensch, der inkonsequente, bedauerliche, der erbarmungswürdige. Nicht lange nach dieser Unterredung hat sich Fritsch an dem Haken seiner Wohnungstür aufgehängt, sein von ihm selbst verpfuschtes Leben war ihm über den Kopf gewachsen und hatte ihn ausgelöscht.“
Ein Zusammenhang dieses Vorfalles mit dem Tod Fritschs ist eher unwahrscheinlich: Die Preisverleihung war für den März 1968 angesetzt; der vermeintliche Selbstmord erfolgte etwa ein Jahr später.

## Auszeichnungen und Ehrungen
- 1954 Förderungspreis der Stadt Wien
- 1956 Förderungspreis des Österreichischen Staatspreises für Lyrik
- 1956 Theodor-Körner-Preis
- 1957 Förderungspreis des Österreichischen Staatspreises für Roman
- 1959 Theodor-Körner-Preis
- 1975 Benennung der Gerhard-Fritsch-Gasse in Wien-Hernals

## Werke
- Die Industrielandschaft in ihrer Darstellung durch die deutsche Lyrik, Dissertation, Wien 1949
- Zwischen Kirkenes und Bari, Wien 1952
- Lehm und Gestalt, Wien u. a. 1954
- Dieses Dunkel heißt Nacht, Wien 1955
- Moos auf Steinen, Salzburg 1956, 1968 mit Erika Pluhar verfilmt
- Der Geisterkrug, Salzburg 1958
- Geographie der Nacht, Graz u. a. 1962
- Paschas und Pest, Graz u. a. 1962
- Feldherr wider Willen, Wien u. a. 1966
- Fasching, Reinbek bei Hamburg 1967, Neuauflage 1995 mit Nachwort von Robert Menasse; Theaterfassung, 2015 von Anna Badora am Wiener Volkstheater inszeniert
- Das Buch vom Burgenland, Wien 1968 (zusammen mit Johannes Zachs und Harald Prickler)
- Katzenmusik, Salzburg 1974, ISBN 978-3-7017-0116-2
- Gesammelte Gedichte, Salzburg 1978
- Nachtfahrt, Baden 1983
- Man darf nicht leben, wie man will: Tagebücher, posthume Veröffentlichung, herausgegeben von Klaus Kastberger, Residenz-Verlag 2019, ISBN 978-3-7017-1705-7.

### Briefwechsel
- Raimund Fellinger und Martin Huber: Thomas Bernhard – Gerhard Fritsch. Der Briefwechsel. Korrektur Verlag, Mattighofen, Oberösterreich 2013, ISBN 978-3-9503318-1-3.

### Herausgeberschaft
- Franz Hiesel: Ich kenne den Geruch der wilden Kamille, Graz u. a. 1961
- Wieland Schmied: Links und rechts die Nacht, Graz u. a. 1962
- Frage und Formel, Salzburg 1963 (zusammen mit Wolfgang Kraus)
- Finale und Auftakt, Salzburg 1964 (zusammen mit Otto Breicha)
- Miroslav Krleža: Europäisches Alphabet, Graz u. a. 1964
- Milo Dor: Ballade vom menschlichen Körper, Graz u. a. 1966
- Aufforderung zum Mißtrauen, Salzburg 1967 (zusammen mit Otto Breicha)
- Neue ungarische Lyrik, Salzburg 1971

### Übersetzungen
- W. H. Auden: Hier und jetzt. Ein Weihnachtsoratorium, Otto Müller, Salzburg 1961 (Übersetzung von For the Time Being: A Christmas Oratorio)